# Mike Leah
Michael „Mike“ Leah (* 15. Oktober 1974 in Toronto, Ontario) ist ein professioneller kanadischer Pokerspieler. Er gewann 2014 ein Bracelet bei der World Series of Poker Asia Pacific und 2018 das Main Event der World Poker Tour.

## Persönliches
Leah lebte als Kind abwechselnd bei seinen geschiedenen Elternteilen und wuchs gemeinsam mit seiner älteren Schwester sowie zwei Halbgeschwistern und einer Stiefschwester auf. Er betrieb professionelles Ringen und gewann in der Highschool die nationale Meisterschaft in seiner Altersklasse. Später nahm Leah mit der kanadischen Nationalmannschaft an der Ringer-Weltmeisterschaft teil. Nach seinem Abschluss nahm er sich ein Jahr Pause vom Sport und arbeitete als Verkäufer beim Canadian Community Reading Plan. Dort arbeitete sich Leah schließlich vom Vertriebsmitarbeiter zum Manager von Westkanada und Ostkanada hoch. Er lebt in Innisfil.

## Pokerkarriere
Leah lernte Poker im Jahr 2005 von einem Mitarbeiter. Leah spielt seit Juli 2006 online unter den Nicknames GoLeafsGoEh (PokerStars, Full Tilt Poker sowie partypoker) und 1GoLeafsGoEh1 (UltimateBet). Sein höchstes Online-Preisgeld erhielt er Ende September 2011 auf PokerStars, als er beim Main Event der World Championship of Online Poker den dritten Platz für mehr als 650.000 US-Dollar belegte. Insgesamt belaufen sich Leahs Onlinepoker-Turniergewinne auf knapp 4 Millionen US-Dollar.
Seine erste Geldplatzierung bei einem Live-Turnier erzielte Leah Ende Juli 2006 beim Bellagio Cup im Hotel Bellagio am Las Vegas Strip. Zwei Tage später gewann er ein Event der Turnierserie mit einer Siegprämie von mehr als 85.000 US-Dollar. Im August 2006 war er erstmals bei der World Series of Poker (WSOP) im Rio All-Suite Hotel and Casino am Las Vegas Strip erfolgreich und kam bei einem Turnier der Variante No Limit Hold’em in die Geldränge. Ende März 2009 gewann Leah das Main Event des Borgata Deep Stack Poker Tournament in Atlantic City mit einer Siegprämie von rund 320.000 US-Dollar. Bei der WSOP 2013 erreichte er einen Finaltisch in der Variante Seven Card Stud Hi/Lo und erhielt für seinen dritten Platz mehr als 100.000 US-Dollar. Beim PokerStars Caribbean Adventure auf den Bahamas gewann Leah im Januar 2014 ein Turboturnier mit einer Siegprämie von knapp 120.000 US-Dollar. Im Juli 2014 wurde er beim Deepstack Extravaganza im Venetian Resort Hotel Zweiter hinter Chris Hunichen und erhielt dafür knapp 200.000 US-Dollar. Anfang September 2014 belegte Leah beim Main Event der Seminole Hard Rock Poker Open in Hollywood hinter Dan Colman den zweiten Platz und erhielt sein bisher höchstes Preisgeld von mehr als einer Million US-Dollar. Bei der World Series of Poker Asia Pacific in Melbourne gewann Leah Mitte Oktober 2014 das High-Roller-Event. Dafür setzte er sich gegen 67 andere Spieler durch und erhielt zusätzlich zur Siegprämie von 600.000 Kanadischen Dollar ein Bracelet. Anfang März 2015 erreichte er den Finaltisch des Main Events der World Poker Tour (WPT) in Los Angeles und erhielt für seinen zweiten Platz hinter Anthony Zinno ein Preisgeld von rund 700.000 US-Dollar. Im Februar 2017 gewann Leah ein Turnier im Rahmen des WPT Fallsview Poker Classic in Niagara Falls für knapp 200.000 US-Dollar. Mitte August 2017 wurde er beim High Roller der Seminole Hard Rock Poker Open Zweiter für rund 560.000 US-Dollar. Mitte Februar 2018 gewann Leah nach einem Deal das WPT-Main-Event in Niagara Falls. Der Deal brachte ihm ein Preisgeld von rund 350.000 Kanadischen Dollar ein. Zusätzlich erhielt er, obwohl er zu diesem Zeitpunkt in Stacks hinten lag, den Titel, was anschließend in der Pokerszene kontrovers diskutiert wurde. Bei der WSOP 2018 wurde Leah Vierter bei der Poker Player’s Championship für knapp 365.000 US-Dollar und belegte den siebten Platz bei der Pot Limit Omaha Championship für rund 115.000 US-Dollar Preisgeld.
Insgesamt hat sich Leah mit Poker bei Live-Turnieren mehr als 8 Millionen US-Dollar erspielt. Von April bis November 2016 spielte er als Teil der Paris Aviators in der Global Poker League, verpasste mit seinem Team jedoch die Playoffs.